# Semieje menor

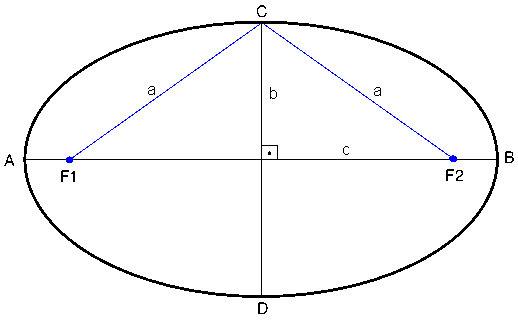
Parámetros de una elipse. El semieje menor: b

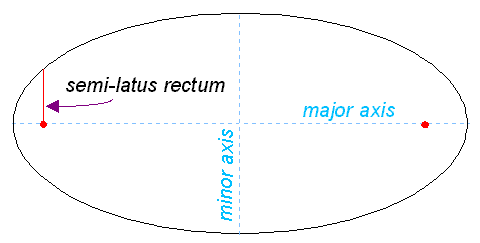
Semi-latus rectum (ℓ) de una elipse.

En matemáticas, el semieje menor de una elipse es la mitad del diámetro más corto; su símbolo es b.
De la definición de elipse, el extremo del eje menor equidista de los focos y dichas distancias (F1-C y F2-C) equivalen a la medida del semieje mayor a.
El centro de la elipse, el foco y el extremo del semieje menor conforman un triángulo rectángulo. Aplicando el Teorema de Pitágoras:
{\displaystyle a^{2}=b^{2}+c^{2}\,}
donde c es la semi-distancia focal.
Como la excentricidad es: {\displaystyle e={\frac {c}{a}}}, su relación será:
{\displaystyle b=a\cdot {\sqrt {1-e^{2}}}}
{\displaystyle b^{2}=al\,\!}
donde (ℓ) es el semi-latus rectum de una elipse.